# Otto Einzelgesellschaft
Die Otto Einzelgesellschaft (Eigenschreibweise OTTO) ist ein Tochterunternehmen der Otto Group mit Hauptsitz in Hamburg und bildet deren Kerngeschäft. Sie gehört zu Deutschlands größten Online-Versandhändlern.

## Geschichte
Die Otto Einzelgesellschaft ging aus dem im August 1949 gegründeten Werner Otto Versandhandel hervor, der von dem 40-jährigen Werner Otto in Hamburg-Schnelsen ins Leben gerufen wurde. 1950 erschien der erste Katalog, in dem auf 14 handgebundenen Seiten 28 Paar Schuhe, deren Bild von Hand eingeklebt waren, präsentiert wurden. Die Auflage betrug 300 Exemplare. Als Erster der Versender führte Otto den Kauf auf Rechnung ein. 1951 umfasste der erste gedruckte Katalog 28 Seiten und bot ein erweitertes Sortiment, das unter anderem aus Schuhen, Aktentaschen, Regenmänteln und Hosen bestand. Bis 1953 verfünffachte Otto in weniger als zwei Jahren den Umsatz. Die Auflage des Katalogs betrug bereits 37.000 Exemplare. 1958 gehörte der Otto-Versand als Universalversender mit einem Umsatz von 100 Millionen DM zu den Großunternehmen in Deutschland.
1960 bezog der Otto Versand nach starker Expansion das neue 205.000 m² große Betriebsgebäude in Hamburg-Bramfeld, nachdem er zuvor von 1955 an in Hamburg-Hamm stationiert war. 1966 wurde in Hongkong das erste Einkaufsbüro in Asien eröffnet. Günter Nawrath übernahm 1966 den Vorstandsvorsitz. In diesen Jahren expandierte Werner Ottos Versandhandel, es wurde eine neue telefonische Bestellhotline eingeführt und eine erste elektronische Datenverarbeitung eingeführt, die viele Prozesse automatisierte.
Ab 1969 wurde das Unternehmen als Gruppe aufgestellt und die Otto Group wurde ins Leben gerufen. Der Otto Versand wurde als Tochterunternehmen in die Gruppe eingegliedert, bildet aber bis heute noch deren Kerngeschäft.
1972 gründete der Otto Versand einen eigenen Zustelldienst, den Hermes Paket-Schnelldienst. Bis zum Jahresende wurden 50 Prozent des Paketaufkommens unabhängig von der Post zugestellt, schon 1975 lieferte er das gesamte Paketaufkommen. 1974 setzte der Otto Versand auf internationale Expansion. Mit Beteiligungen an Heinrich Heine und 3 Suisses International begann die Entwicklung zum internationalen Konzern. Hermes stellte inzwischen 90 Prozent aller Warensendungen zu. Der Kinderkatalog „kiko“ erschien erstmals, 1975 dann die Spezialkataloge „OTTO Heimwerker“ und „apart“.
1979 beteiligte der Otto Versand sich an der Fegro-Großhandels-Gruppe. 1993 wurde der 24-Stunden-Service bei Otto Versand auf fast alle Artikel ausgeweitet, alle Kundencenter erhielten eine einheitliche Rufnummer. Als erster Versender präsentierte Otto sein Sortiment 1994 auf einer interaktiven CD-ROM. Seit 1995 war das Warenangebot von Otto erstmals im Internet vertreten, 1997 der gesamte Katalog.
2002 firmierte der „Otto Versand“ in OTTO um. 2005 bot Otto als erstes Unternehmen in der Branche drei Hauptkataloge im Jahr an. 2008 startete es seinen Blog „Two for Fashion“.
Im Dezember 2018 wurde der letzte Otto-Katalog gedruckt. Hierzu erschienen Nachrufe in den deutschen Zeitungen. Das über 1000 Seiten dicke Heft gehört zu den Grundsteinen Nachkriegsdeutschlands.
2019 erwarb die Otto Einzelgesellschaft das StartUp Odhertis. 2020 wurde die bisher eigenständige Tochtergesellschaft der Otto Group Otto Group Media in die Otto-Einzelgesellschaft eingegliedert. Der neue Name der Einheit ist nun Otto Retail Media und vermarktet neue Werbeformate.
2021 schloss Otto seine Logistikzentren in Haldensleben und Altenkunstadt und verlegte 90 % seines Versandes nach Gernsheim bei Frankfurt. 2022 baute die Otto Group auf dem Gelände in Hamburg-Bramfeld eine neue Zentrale, in der nun auch die Otto Einzelgesellschaft ihren Sitz hat.

## Unternehmensstruktur
Die Otto Einzelgesellschaft ist ein Tochterunternehmen der Otto Group mit Sitz in Hamburg-Bramfeld. Vorsitzender des Bereichsvorstands der Otto Einzelgesellschaft ist Marc Opelt. In der Geschäftsführung sind außerdem Boris Ewenstein, Michael Müller-Wünsch und Andrea Becker.
Im Geschäftsjahr 2024/2025 betrug der Umsatz des Unternehmens 7 Milliarden Euro. Es beschäftigt 5300 Mitarbeiter (Stand: 2025).

## Geschäftsfelder
Neben dem eigenen Angebot der Otto Einzelgesellschaft sind inzwischen 6200 Partner mit über acht Millionen Produkten auf der Otto-Plattform; insgesamt sind 18 Millionen Produkte im Angebot. Dazu kommt als dritte Erlös-Säule ein Advertising-Service, über den Lieferanten und Partnern ermöglicht wird, auf otto.de mit bezahlten Anzeigen Werbung zu machen. Die OTTO Advertising Sparte trug im Geschäftsjahr 2024/2025 insgesamt 223 Millionen Euro zum Umsatz bei.
Es werden fast 100 Prozent der Aufträge der Einzelgesellschaft Otto online generiert, davon deutlich mehr als die Hälfte über das Smartphone.

## Auszeichnungen
- 1991: Auszeichnung „Ökomanager des Jahres 1991“ für das Engagement im Umweltschutz des Otto Versand[4]
- 2009: „Nachhaltiges Einzelhandelsunternehmen 2009“ in Silber der  Verbraucher Initiative[14]
- 2010: Econ Award 2010  für den Blog „Two for Fashion“[15]
- 2010: Auszeichnung als „Deutschlands kundenorientierteste Dienstleister“ von der Universität St. Gallen, dem Handelsblatt und der ServiceRating GmbH[16]
- 2011: Deutscher Preis für Onlinekommunikation 2011 für den Blog „Two for Fashion“ des Onlinekommunikationspreises 2011[17]
- 2014: Deutscher Online-Handels-Award in der Kategorie „Generalisten“[18]
- 2016: Preis für die beste Website in der Kategorie Mode & Lifestyle von der Verlagsgruppe Ebner Ulm[19]
- 2018: Auszeichnung in die TOP 3 Möbelhäuser von Deutschlands Kundenchampions[20]
- 2018: Auszeichnung in die TOP 3 des Versandhandels von Deutschlands Kundenchampions[20]
- 2018–2021: Gesamtsieger und kundenorientiertester Online-Möbelhändler von Service Atlas[21][22][23][24]
- 2019–2020: Auszeichnung als Service-Champion von DIE WELT, Goethe-Universität Frankfurt am Main und ServiceValue GmbH[25][26]
- 2021: Deutschlands Kundenchampion 2021 im Bereich Möbelhäuser[27]